# Singapur na letnich igrzyskach olimpijskich
Reprezentacja Singapuru na letnich igrzyskach olimpijskich po raz pierwszy wystartowała podczas igrzysk w Londynie w 1948 roku.
Pierwszy medal olimpijski dla Singapuru wywalczył Tan Howe Liang podczas igrzysk w Rzymie w 1960 roku.

## Tabele medalowe

### Medale na poszczególnych olimpiadach
| Olimpiada           | Złoto             | Srebro            | Brąz              | Razem             |
| ------------------- | ----------------- | ----------------- | ----------------- | ----------------- |
| Londyn 1948         | 0                 | 0                 | 0                 | 0                 |
| Helsinki 1952       | 0                 | 0                 | 0                 | 0                 |
| Melbourne 1956      | 0                 | 0                 | 0                 | 0                 |
| Rzym 1960           | 0                 | 1                 | 0                 | 1                 |
| Tokyo 1964          | brak uczestnictwa | brak uczestnictwa | brak uczestnictwa | brak uczestnictwa |
| Meksyk 1968         | 0                 | 0                 | 0                 | 0                 |
| Monachium 1972      | 0                 | 0                 | 0                 | 0                 |
| Montreal 1976       | 0                 | 0                 | 0                 | 0                 |
| Moskwa 1980         | brak uczestnictwa | brak uczestnictwa | brak uczestnictwa | brak uczestnictwa |
| Los Angeles 1984    | 0                 | 0                 | 0                 | 0                 |
| Seul 1988           | 0                 | 0                 | 0                 | 0                 |
| Barcelona 1992      | 0                 | 0                 | 0                 | 0                 |
| Atlanta 1996        | 0                 | 0                 | 0                 | 0                 |
| Sydney 2000         | 0                 | 0                 | 0                 | 0                 |
| Ateny 2004          | 0                 | 0                 | 0                 | 0                 |
| Pekin 2008          | 0                 | 1                 | 0                 | 1                 |
| 2012 Londyn         | 0                 | 0                 | 2                 | 2                 |
| 2016 Rio de Janeiro | 1                 | 0                 | 0                 | 1                 |
| 2020 Tokio          | 0                 | 0                 | 0                 | 0                 |
| 2024 Paryż          | 0                 | 0                 | 1                 | 1                 |
| Razem               | 1                 | 2                 | 3                 | 6                 |

### Medale w poszczególnych dyscyplinach
| Dyscyplina           | Złoto | Srebro | Brąz | Razem |
| -------------------- | ----- | ------ | ---- | ----- |
| Tenis stołowy        | 0     | 1      | 2    | 3     |
| Podnoszenie ciężarów | 0     | 1      | 0    | 1     |
| pływanie             | 1     | 0      | 0    | 1     |
| żeglarstwo           | 0     | 0      | 1    | 1     |
| Razem                | 1     | 2      | 3    | 6     |

## Medaliści letnich igrzysk olimpijskich z Singapuru

### Złote medale
| Zawodnik         | Dyscyplina sportowa | Konkurencja                      | Igrzyska            |
| ---------------- | ------------------- | -------------------------------- | ------------------- |
| Joseph Schooling | Pływanie            | 100 m stylem motylkowym mężczyzn | Rio de Janeiro 2016 |

### Srebrne medale
| Zawodnik                          | Dyscyplina sportowa  | Konkurencja          | Igrzyska   |
| --------------------------------- | -------------------- | -------------------- | ---------- |
| Tan Howe Liang                    | Podnoszenie ciężarów | Kategoria do 67,5 kg | Rzym 1960  |
| Feng Tianwei Li Jiawei Wang Yuegu | Tenis stołowy        | Drużynowo            | Pekin 2008 |

### Brązowe medale
| Zawodnik                          | Dyscyplina sportowa | Konkurencja              | Igrzyska    |
| --------------------------------- | ------------------- | ------------------------ | ----------- |
| Feng Tianwei Li Jiawei Wang Yuegu | Tenis stołowy       | turniej drużynowy kobiet | Londyn 2012 |
| Feng Tianwei                      | Tenis stołowy       | singel kobiet            | Londyn 2012 |
| Maximilian Maeder                 | Żeglarstwo          | Formuła Kite mężczyzn    | Paryż 2024  |